# Mukilteo
Mukilteo – miasto w Stanach Zjednoczonych, w stanie Waszyngton, w hrabstwie Snohomish.